# Limited Blindness
Limited blindness ist ein internationales Theaterlabel mit Sitz in Berlin und Brandenburg. Künstlerische Leiter sind der Regisseur und Dramatiker Heiko Michels (* 1977) und der Dramaturg und Fotograf Fabian Larsson (* 1977). Beide gründeten Limited blindness 2001 während der Produktion Orestie.

## Ästhetik
Limited blindness arbeitet in site-specific-works und in extremen Bühneninstallationen. Mehrere Produktionen fanden in totaler Dunkelheit statt. Unter anderem wurde 2005 bei der Performancereihe Kino der Freiheit das Publikum von Blinden an die unterirdische Berliner Mauer des Spree-Bunkers unter der Arena Berlin geführt.
Limited blindness arbeitet meist mit Texten, die nicht fürs Theater geschrieben sind. So wurden 2008 bei der Produktion Matrosenaufstand historische Wetterberichte rhythmisiert, bei Kino der Freiheit utopische Philosophien vorgetragen, im WEINstueck lieferten frühneuzeitliche Ökonomien den Text oder in der Orestie wurden Reden zum 11. September bearbeitet.
Zum freien Ensemble von Limited blindness gehören Schauspieler, Tänzer und Performer aus 8 Nationen, Musiker, Video- und Sounddesigner, bildende Künstler, oderatoren auch ein Chemiker, eine Journalistin, eine Geografin. Seit 2023 inszeniert Limited blindness regelmäßig im Berliner Theater im Delphi wie in der Brandenburger Kleinstadt Oderberg, deren gesamter Stadtraum mit den Rathaus-Spielen Oderberg einmal jährlich zur Bühne als soziale Plastik wird.

## Produktionen

### Theater
- 2002: Orestie (Stadtbad Oderberger Straße Berlin)[2][3]
- 2003: Schwarz sehen – weiß hören (unsicht-Bar Berlin)[4][5][6]
- 2004: WEINstueck (Villa Elisabeth Berlin)
- 2004: La Petite (Compagnie Les Goulus, Paris)
- 2005: Kino der Freiheit 1-4 (Bunker unter der Arena Berlin)[7]
- 2007: destillieren... (Perlin Berlin, Kurzstückreihe, bei der über 3 Monate wöchentlich produziert wurde)
- 2008: Matrosenaufstand (Flandernbunker Mahnmal Kilian Kiel, Fleetstreet Hamburg)[8][9][10]
- 2008: Das Überflüssige (Hebbel am Ufer Hau2/Foyer)
- 2009: Klima X (Muffathalle München)
- 2012: es gärt, es fließt, es strahlt... (Reihe im Heimathafen Neukölln, Berlin)
- 2013: Ende der Nüchternheit. Satyr und Alltag (Thalia Theater, Hamburg)
- 2013: Aliens Vote (Bios Theater, Athen)
- 2015: Der Faden ist gerissen (Greizer Theaterherbst)[11]
- 2019: bluten. ein Abendmahlsritual (Z-Bau (Haus für Gegenwartskultur), Nürnberg)[12]
- 2021: Funken der Liebe (Haus des Rundfunks, Berlin)[13]
- 2022: Funken der Liebe (Theater im Delphi, Berlin)[14]
- 2023: Rathaus-Spiele Oderberg (Stadtkern Oderberg, Brandenburg)[15]
- 2023: Zum Ewigen Frieden! (Theater im Delphi, Berlin)[16]
- 2024: Rathaus-Spiele Oderberg 24 (Stadtkern Oderberg, Brandenburg)[17]
- 2024: Requiem für die Demokratie (St. Nikolai (Oderberg), Brandenburg)[18]
- 2025: Hügenotten: willkommen in Brandebourg (Theatersaal Klandorf und Dorf)[19]
- 2025: Break on through to the ODER side (Oderufer bei Zollbrücke, mit dem Theater am Rand)[20][21]

### Hörspiel
- 2006: Global Players
- 2008: Kino der Freiheit. Idealistischer Parcours eines den Sprung suchenden Denkens
- 2009: Matrosenaufstand
- 2022: Funken der Liebe (nominiert zum Hörspiel des Monats)[22]

### Film
- 2024: Wir spielen Rathaus! (Premiere auf dem Achtung Berlin Filmfestival)[23]
- 2024: Schiffbruch mit Publikum (Live-Film, Uraufführung auf dem CINEMARE Filmfestival Kiel)[24]